# Aldrich (Missouri)
Aldrich és una població dels Estats Units a l'estat de Missouri. Segons el cens del 2000 tenia 75 habitants.

## Demografia
Segons el cens del 2000, Aldrich tenia 75 habitants, 3 habitatges, i 2,7 famílies. La densitat de població era de 181.000 habitants per km².
Dels 3 habitatges en un 21,9% hi vivien nens de menys de 18 anys, en un 65,6% hi vivien parelles casades, en un 0% dones solteres, i en un 34,4% no eren unitats familiars. En el 31,3% dels habitatges hi vivien persones soles el 9,4% de les quals corresponia a persones de 65 anys o més que vivien soles. El nombre mitjà de persones vivint en cada habitatge era de 2,34 i el nombre mitjà de persones que vivien en cada família era de 2,9.
Per edats la població es repartia de la següent manera: un 22,7% tenia menys de 18 anys, un 13,3% entre 18 i 24, un 20% entre 25 i 44, un 26,7% de 45 a 60 i un 17,3% 65 anys o més.
L'edat mediana era de 36 anys. Per cada 100 dones de 18 o més anys hi havia 100 homes.
La renda mediana per habitatge era de 28.125 $ i la renda mediana per família de 29.375 $. Els homes tenien una renda mediana de 19.375 $ mentre que les dones 14.688 $. La renda per capita de la població era d'11.717 $. Cap de les famílies i el 4,5% de la població estaven per davall del llindar de pobresa.

## Poblacions més properes
El següent diagrama mostra les poblacions més properes.